# Le viste la cara a Dios
Le viste la cara a Dios es un cuento sobre la trata de personas de la escritora argentina Gabriela Cabezón Cámara, publicado por primera vez en 2011. La trama narra la historia de Beya, una joven que es secuestrada por una red de prostitución de mujeres y que busca la forma de escapar de las constantes torturas y violaciones de las que es víctima. El relato cuenta con diversas referencias al caso de Marita Verón, una joven argentina secuestrada en 2002 por una red de trata, a cuya aparición está dedicada la obra, junto con la de «todas las nenas, adolescentes y mujeres esclavas de las redes de prostitución».
Una versión de la obra en formato novela gráfica fue publicada en 2013 con el nombre de Beya (Le viste la cara a Dios), la misma que contó con ilustraciones de Iñaki Echeverría. Tanto la versión original como la novela gráfica tuvieron una recepción crítica positiva y recibieron reconocimientos institucionales, entre ellos del Senado de la Nación Argentina, por el impacto social que generaron.

## Argumento
La protagonista de la historia, de quien se desconoce el verdadero nombre, es una joven que estudia, trabaja y hace servicio social en un hospital de niños en las afueras de la ciudad. Un día es secuestrada por una red de trata de personas y llevada a la fuerza a un prostíbulo ubicado en Lanús, donde sufre continuos maltratos por parte del proxeneta conocido como el Rata y sus secuaces, quienes la golpean y la drogan con cocaína para evitar que se quede dormida durante las quince horas diarias en que la prostituyen. Pronto recibe el apodo de «Beya». Para lograr afrontar su situación, la protagonista aprende a ausentar su mente de su cuerpo mientras es violada e imaginar que sube a refugiarse con Dios.
Tiempo después, Beya decide fingir que se enamora del Rata, además de mostrar una actitud más sumisa hacia él. Esto lo lleva a tener más consideraciones hacia Beya, entre ellas una reducción de las horas diarias en que era prostituida. Con el tiempo se gana la confianza del Rata, pero continúa rezando para afrontar su situación. Uno de sus clientes escucha sus rezos, luego se presenta como el teniente López, de la policía de Buenos Aires, le regala una medallita de San Jorge y le promete que cuidaría de ella.
Un día, una de las otras mujeres secuestradas intenta pedir ayuda para escapar, por lo que el Rata la golpea salvajemente hasta dejarla moribunda y le pide a Beya que le dispare el tiro de gracia. Ella obedece y este acto la convierte oficialmente en parte de la banda de su captor, quien le había puesto esa prueba como un rito de iniciación. Luego de hablar con el Rata, logra convencerlo de que la traslade al área de sadomasoquismo del prostíbulo, lo que le permite descargar un poco la furia por todo lo que le ha ocurrido al asumir el rol de dominatrix. Beya recobra sus fuerzas y un día encuentra una metralleta dejada en su cuarto por el teniente López. Esconde el arma en su bombacha y se dirige adonde el Rata, luego descarga una ráfaga de balas con la que lo asesina junto con todos los presentes. Beya sale del prostíbulo y se reúne en la iglesia de San Jorge con el teniente López, quien le consigue un pasaporte falso con el que puede finalmente escapar a Madrid.

## Composición

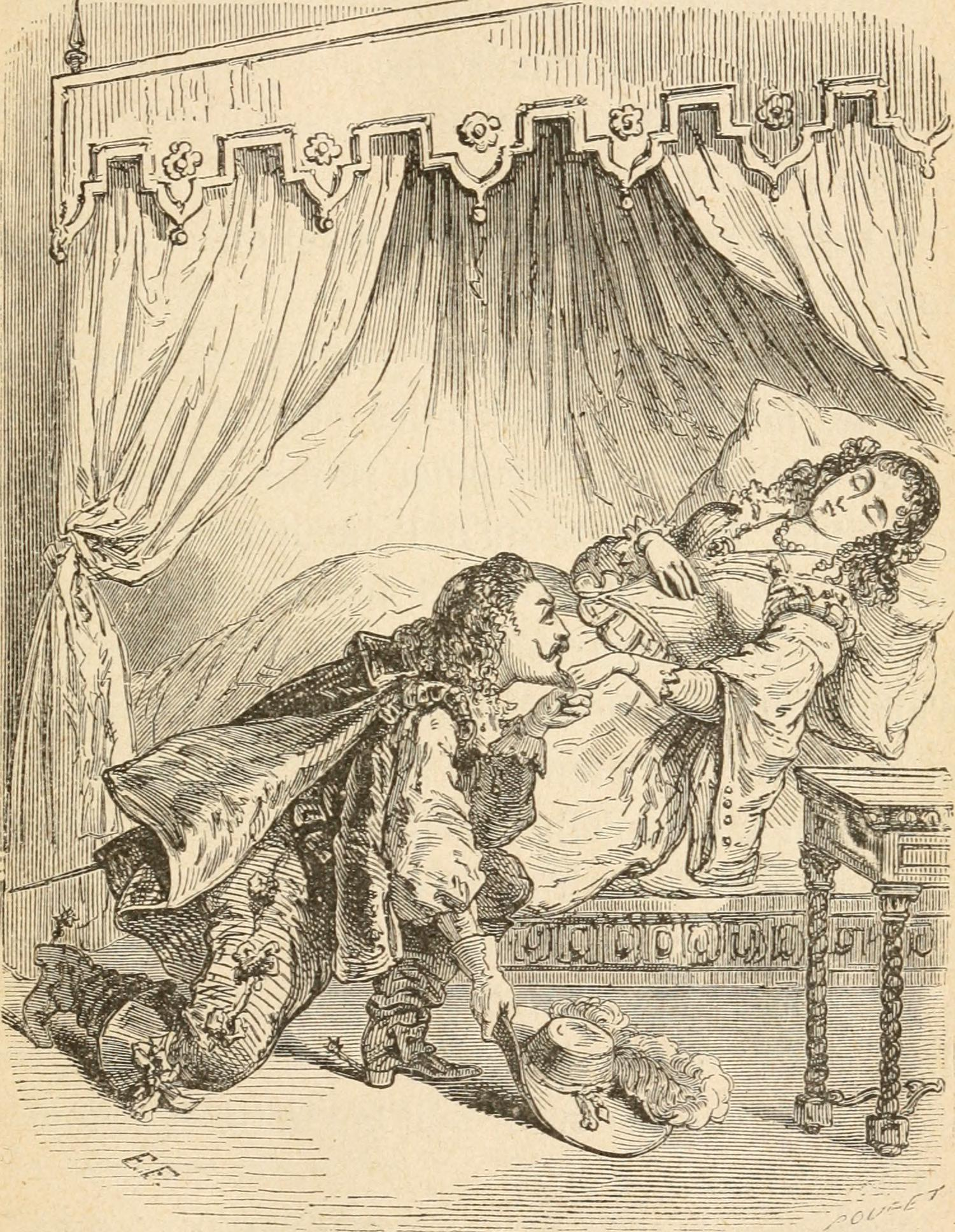
El cuento La bella durmiente sirvió como disparador creativo del relato.

La autora empezó a escribir el relato luego de recibir en 2010 una invitación de la editorial digital Sigue Leyendo, de propiedad de la escritora Cristina Fallarás, para participar en un proyecto que buscaba crear nuevas versiones de cuentos de hadas clásicos para público adulto. A Cabezón Cámara le tocó tomar como base La bella durmiente, lo que la inspiró a escribir la historia con una protagonista en situación de esclavitud sexual, a quien apodan «Beya durmiente» porque intenta dormir para tratar de separar su mente de las violaciones que sufre y así escapar del dolor. El relato salió a la venta en 2011 en formato digital.
Estructuralmente, la obra está dividida en tres capítulos y hace uso reiterado de frases en octasílabos. Además está narrada casi en su totalidad en la segunda persona gramatical. De acuerdo con la autora, tomó esa decisión estilística porque no consideraba que pudiera lograr expresar en primera persona la intensidad del dolor de una mujer en situación de trata, mientras que un narrador extradiegético le generó problemas al no poder determinar a quién podría pertenecer la voz. Finalmente eligió la segunda persona para poder retratar el desdoblamiento de la protagonista, quien se refugia en un espacio interior alejado de sus secuestradores y de lo que siente su cuerpo.
El texto posee numerosas referencias a obras como la Biblia, El Gaucho Martín Fierro, Kill Bill, entre otras. El título del relato es a su vez una referencia a la expresión argentina «verle la cara a Dios», utilizada en relación con el placer de la primera experiencia sexual de los jóvenes varones, que solían tener lugar en prostíbulos donde eran llevados por el padre u otro familiar como rito de paso.

## Análisis
Le viste la cara a Dios retrata el drama de las redes de prostitución y esclavitud sexual. Para explorar el horror de esta realidad, Cabezón Cámara emplea en el texto términos y frases relacionadas con la industria de la carne y la matanza de ganado para consumo humano como metáfora de las degradaciones y la cosificación que sufre la protagonista, entre las que destacan la caracterización del prostíbulo como un «matadero infecto» y la amenaza de que a la más mínima provocación «te pasan a degüello como un chancho y te filetean como jamón cuando quieran». La versión en novela gráfica es más explícita en estas comparaciones y muestra una imagen de Beya en que flechas señalan distintas partes de su cuerpo para asignarles nombres de cortes de carne. Otro ejemplo es la representación de la La última cena que aparece en la obra, la misma en donde Beya toma el lugar de Jesús de Nazaret y se convierte en quien da de comer de su carne al grupo de hombres que la rodean.
La idea de utilizar el comercio de carne como metáfora de la prostitución forzada, en que las mujeres pasan a ser ganado humano para consumo, tiene una tradición antigua en la literatura argentina. Entre las obras relacionadas que la autora referencia destaca El matadero (1837), cuento de Esteban Echeverría considerado por la crítica como una de las obras fundacionales de las letras argentinas y que relata una violación sexual.
El relato utiliza lenguaje explícito para narrar las abusos sufridos por Beya como forma de resaltar el ambiente de violencia que se vive en la historia y el proceso de destrucción que ejercen sobre ella, lo que se puede observar en el siguiente fragmento:

«La cuestión es que te garchan el Cuervo Rata y amigos, más el juez, los policías, el cerdo gobernador y muchos clientes civiles van pasando de a uno en fondo. A veces te la dan de a dos, pero por suerte ya no la patota entera, el límite lo puso el Rata que creyó en tu amor. Uno te acaba en la boca y el otro te rompe el orto…te fornican y te aplastan para que no te quede más ninguna interioridad».

Cabezón Cámara también describe cómo el acto de la violación es utilizado por los agresores para establecer dominación sobre el cuerpo, que a sus ojos pasa a ser un territorio sobre el que tienen derecho de autoridad y que pueden compartir libremente con otros. El relato hace hincapié justamente en el intento del Rata y sus secuaces por «domar» a Beya a base de golpes y violaciones, en un proceso que incluye quitarle la palabra, la identidad y aniquilar su subjetividad como forma de deshumanizarla.

## Recepción
La publicación de la obra, así como la de su adaptación en novela gráfica, generó gran impacto en Argentina. Entre las distinciones que recibió se encuentra la condecoración Alfredo Palacios, que le otorgó el Senado de la Nación como reconocimiento a su aporte en la lucha contra las redes de trata de personas. Fue además declarada obra de interés social por la Legislatura de la Ciudad Autónoma de Buenos Aires y nominada al Premio del Lector de la Feria Internacional del Libro de Buenos Aires.
La obra fue bien recibida por la opinión crítica. La Revista Ñ la incluyó en su lista de las diez mejores piezas literarias de 2011. Laura Cardona, en un artículo del diario La Nación, se refirió al relato como «un texto riquísimo y necesario» en el que «todo resulta impactante». Entre los aspectos que destacó se ubican las referencias a otras obras, la narración de la degradación de Beya y el uso de la segunda persona para expresar el desdoblamiento de la protagonista, que Cardona calificó de «propuesta audaz y logradísima». La reseña de Página/12, por su lado, afirmó que el texto era un «relato hipnótico a partir de una cadencia rítmica que se repite y que con el correr de las páginas gana la fuerza de un texto religioso».
Varias reseñas hicieron énfasis en cómo el carácter de la obra proclama en contra de la trata de personas y de la violencia contra las mujeres en general. La reseña del diario Clarín se refirió a este aspecto y aseveró que el cuento proponía «una denuncia sobre la condición de la mujer en círculos machistas y maltratadores», mientras que la revista Cosecha Roja lo caracterizó como «un grito desesperado» escrito para los que «sostienen que esos crímenes sigan, desde el cliente hasta el político». Opiniones similares compartió la política argentina Laura Vilches, que en un artículo de La Izquierda Diario en que analizaba la obra condenó las distintas formas de violencia que mujeres como Beya padecen a diario e hizo un llamado para desmantelar las redes de trata.

## Adaptaciones
La obra fue adaptada en formato novela gráfica y publicada en 2013 con el nombre de Beya (Le viste la cara a Dios) por la editorial Eterna Cadencia. Las ilustraciones fueron realizadas por el artista Iñaki Echeverría, a quien Cabezón Cámara había conocido en una agrupación de artistas con los que había conversado sobre la posibilidad de crear una novela gráfica policiaca. Para el proceso de ilustración, Echeverría decidió utilizar dibujos en blanco y negro e incluyó elementos de la iconografía cristiana, así como representaciones de obras de arte famosas, como Piedad del Vaticano de Miguel Ángel,  El beso de Gustav Klimt, o La última cena de Leonardo da Vinci. Esta versión se encuentra dividida en cinco capítulos.
El cuento fue además adaptado dos veces al teatro. La primera en 2016 por la actriz Marisa Busker, mientras que la segunda fue en 2019 por la actriz y directora Victoria Roland bajo el título Beya Durmiente, con la interpretación de Carla Crespo.